# The Shoop Shoop Song (It's in His Kiss)
Singles de Betty Everett
You're No Good
(1963) I Can't Hear You
(1964)
Singles de Linda Lewis
(Remember the Days of) The Old Schoolyard
(1974) Rock and Roller Coaster
(1975)
Singles de Cher
Baby I'm Yours
(1990) Love and Understanding
(1991)
The Shoop Shoop Song (It's in His Kiss) est une chanson écrite et composée par Rudy Clark, et rendue populaire en 1964 par Betty Everett,,, dont la version est entrée dans le top 10 aux États-Unis,. Une autre version célèbre est celle enregistrée par Cher,, pour la bande originale du film Les Deux Sirènes (anglais : Mermaids) sorti en 1990,.  

## Version de Merry Clayton (1963)
La chanson a été originellement enregistrée par la chanteuse de R&B Merry Clayton,,,,. Sa version a été intitulée It's in His Kiss. Produite par Ron Barrett ou Jack Nitzsche, la chanson est sortie en single sur Capitol Records au milieu de 1963,, mais n'est pas entrée dans les charts américains.

## Version de Ramona King (1964)
La version de Ramona King est sortie en single sur Warner Bros. Records en 1964, juste deux mois avant la version de Betty Everett. Elle n'est pas entrée dans les charts américains.

## Version de Betty Everett (1964)
La version de Betty Everett est sortie en single sur Vee-Jay Records au printemps de 1964,. Elle a atteint la 6e place du Hot 100 du magazine américain Billboard et la 1re place du classement R&B du même magazine.

## Version de Linda Lewis (1975)
La version de la chanteuse londonienne Linda Lewis est sortie en 1975. Sa version a atteint la 6e place au Royaume-Uni.

## Version de Kate Taylor (1977)
La version de Kate Taylor (en) (la petite sœur de James Taylor) est sorti en 1977. Sa version a été un hit mineur aux États-Unis.

## Version de Cher (1990)
Cher a enregistré cette chanson pour la bande originale du film Les Deux Sirènes (anglais : Mermaids) sorti en 1990,. Sa version a atteint la 33e place aux États-Unis (dans le Hot 100 de Billboard) et la 1re place au Royaume-Uni, devenant son premier numéro un en solo dans ce pays. 